# Edmond Castel
Pour les articles homonymes, voir Castel.
Edmond Castellino dit Edmond Castel, né  à Alès le 26 mars 1886 et mort à Neuilly-sur-Seine le 1er novembre 1947, est un acteur français.

## Filmographie
- 1927 : La Revue des revues de Joe Francis
- 1930 : Ce qu'on dit, ce qu'on pense - court métrage, anonyme
- 1931 : Amour et business de Robert Péguy - court métrage
- 1932 : Aux urnes, citoyens ! de Jean Hémard
- 1932 : Papa sans le savoir de Robert Wyler
- 1932 : Ce cochon de Morin de Georges Lacombe
- 1932 : Bouillabaisse de Roger Lion - court métrage
- 1933 : Mirages de Paris de Fédor Ozep
- 1933 : Au pays du soleil de Robert Péguy
- 1934 : Les Misérables de Raymond Bernard - film tourné en trois époques
- 1935 : Arènes joyeuses de Karl Anton
- 1935 : Monsieur Prosper de Robert Péguy - court métrage
- 1936 : Le Collier du grand duc / Le parapluie de Monsieur Bec de Robert Péguy - moyen métrage
- 1936 : Bach détective de René Pujol
- 1936 : Les Croquignolle de Robert Péguy - moyen métrage
- 1938 : Nuits de princes de Wladimir Strijewski
- 1938 : La Marseillaise de Jean Renoir
- 1938 : L'Affaire Lafarge de Pierre Chenal
- 1938 : Ab Mitternacht de Carl Hoffmann
- 1938 : Adrienne Lecouvreur de Marcel L'Herbier : Folard
- 1939 : L'Esclave blanche de Mark Sorkin
- 1939 : Sérénade de Jean Boyer
- 1940 : Tobie est un ange d'Yves Allégret
- 1942 : Simplet de Fernandel
- 1942 : Mariage d'amour d'Henri Decoin
- 1943 : Le soleil a toujours raison de Pierre Billon
- 1943 : Après l'orage de Pierre-Jean Ducis
- 1943 : Ceux du rivage de Jacques Séverac
- 1945 : Ils étaient cinq permissionnaires de Pierre Caron
- 1946 : Le Pays sans étoiles de Georges Lacombe